# Horacker
Horacker ist der Titel eines 1876 publizierten humorvollen gesellschaftskritischen Romans von Wilhelm Raabe. Erzählt wird die Geschichte des 19-jährigen Cord Horacker, der wegen eines kleinen Diebstahls in der Gerüchteküche des Dörfchens Gansewinckel zum Räuber, Mörder und Jungfrauenschänder gemacht, jedoch von vernünftigen Menschen rehabilitiert wird.

## Inhalt
Der Roman spielt am 25. Juli 1867 und beschreibt den Nachmittag und Abend mit einer Zeitspanne von weniger als zehn Stunden. Die Geschichte beginnt damit, dass der Autor auf die weltgeschichtlichen Ereignisse dieser Zeit hinweist, um sich ganz davon zu distanzieren und die Ereignisse in Gansewinckel zu erzählen. Während eines Spaziergangs treffen der Konrektor Eckerbusch und sein Kollege Windwebel in einem Wald auf die Witwe Horacker und ihren Sohn, den angeblichen Mörder Cord Horacker. Sie erfahren, dass der Straftäter in Wirklichkeit nur einen Topf Schmalz gestohlen hat und dessen schlimmer Ruf erst durch die Gerüchte der Bevölkerung entstanden ist. So wurde Cord in eine Fürsorgeanstalt gebracht, aus der er aufgrund des Gerüchts entflohen ist, seine Geliebte Lottchen Achterhang liebe ihn nicht mehr und habe womöglich einen anderen. Seitdem streift er ängstlich und hungrig durch die Wälder. Die beiden Lehrer wollen Horacker mit nach Gansewinckel nehmen. Doch aus Angst vor einer Strafe flüchtet Cord weiter in den Wald und Windwebel folgt ihm. Als er ihn schließlich eingeholt hat, überredet er ihn mitzukommen. Währenddessen hat Lottchen von den Gerüchten gehört und ist von Berlin nach Gansewinckel gelaufen. Im Pfarrhaus wird sie aufgenommen und versorgt. Dort treffen auch die beiden Frauen der Lehrer zusammen mit dem Oberlehrer Neubauer ein, da sie das Gerücht gehört haben, zwei Lehrer seien von Horacker ermordet worden. Aus demselben Grund haben sich der Staatsanwalt Wedekind und sein Assistent auf den Weg nach Gansewinckel gemacht. Am Abend kommen alle im Haus des Pfarrerehepaars Winckler zusammen. Konrektor Eckerbusch verteidigt in seiner Rede Cord Horacker und kritisiert die Vorurteile und Schreckensmeldungen der Bürger von Gansewinckel. Zuletzt verpflichten sich alle, den beiden jungen Leuten wieder in eine geordnete Existenz zu verhelfen.

## Historischer Kontext
Der Roman Horacker spielt im Jahre 1867 in dem fiktiven Dorf Gansewinckel in Raabes Weserheimat. Nicht ohne Absicht lässt Raabe die Handlung zwischen dem Preußisch-Österreichischen Krieg von 1866 und dem allgemein als Epochenwende empfundenen Deutsch-Französischen Krieg von 1870/71 spielen. Diese fünf Jahre sind die des Norddeutschen Bundes, einer Zwischenstufe zum neuen Kaiserreich von 1871. Die Erzählung in diese Zwischenzeit zu platzieren, lag nahe, weil Raabe auch zwei Mentalitäten aufeinandertreffen lässt: Die alte Generation mit ihren Vertretern Konrektor Eckerbusch, Pastor Winckler und Staatsanwalt Wedekind, die noch von humanen Traditionen der Aufklärung und der deutschen Klassik geprägt sind, wird abgegrenzt gegen die neue machtorientierte und arrogante Generation von Oberlehrer Neubauer und Assessor Nagelmann. Dass für Raabe dieser historische Zeitpunkt wichtig war, macht er deutlich an einer kalenderblattartigen Aufzählung wichtiger politischer Ereignisse des Juli 1867: Die Weltausstellung in Paris fand statt, Österreich-Ungarn wurde gegründet, Preußen und Hessen schlossen ein Schutz- und Trutzbündnis, die Dezemberverfassung wurde sanktioniert, das Postmonopol von Thurn und Taxis aufgehoben, König Otto von Griechenland und Maximilian von Österreich starben und Abdülaziz, Sultan der Osmanen, besuchte König Wilhelm zu Koblenz. Doch die Personen in dem Buch interessiert dies alles nicht: „Nun hätte man denken sollen, daß alles dieses und noch vieles andere nicht Aufgezählte vollkommen hingereicht hätte, die eben von uns vom hohen Berg aus überschaute Gegend hinreichend zu beschäftigen; aber – im Gegenteil! […] die Gegend kümmerte sich nur – um Horacker.“ (S. 3)

## Gesellschaftskritik
Raabe kritisiert in seinem Werk auf indirekte Weise die Wirkung von Gerüchten auf das Verhalten der Dorfbewohner. Zunächst zeigt er eine „heile“ dörfliche Welt, deren größtes Problem ein angeblicher Schwerverbrecher ist, während andere Themen sie nicht interessieren. Ein Unschuldiger wird durch ein Gerücht zum Mörder, zum Dieb und skrupellosen Menschen gemacht, die beiden Lehrer und deren Frauen werden ebenfalls durch Gerüchte zu ihren Handlungen bewegt.
Die Verdorbenheit der Gesellschaft wird durch das Verhalten der Bürger von Gansewinckel deutlich, die sich gegenseitig berauben, Horacker an allem die Schuld geben und die die Verhaltensnormen der Kirche ignorieren. Bewohner kontrollieren sich gegenseitig und hindern so die Witwe Horacker, ihrem Sohn zu helfen. Auf die Vergehen und die Untaten der Dorfbevölkerung, auf ihre Herzlosigkeit und ihre Sensationslust, die Raabe an eindrucksvollen Szenen zeigt, geht auch Eckerbusch in seiner Verteidigungsrede für Horacker ein.

## Erzählstil
Der Erzählstil im Horacker ist der eines adressatenbezogenen Erzählers. Der Leser wird mehrere Male vom Autor direkt angesprochen und so direkt ins Geschehen mit einbezogen. Raabe wendet sich an den realen Leser, wenn er über die Schwierigkeiten einer sachgerechten Darstellung redet. Diese Einschübe und Kommentare unterstreichen den prozessualen, offenen Charakter des Werkes. Meist stehen solche Bemerkungen zu Beginn eines Kapitels: „Nun wird uns aber unsere Geschichte selber fast zu bunt und sozusagen zu einer auf uns einstürzenden Wand! Die vielfarbigen Mauerstücke poltern über uns her, und fast vergebens arbeiten wir keuchend und lehnen uns mit Buckel und Ellenbogen an, um nicht unter dem flimmernden Schutt begraben zu werden.“ (S. 37)

## Literarisches Genre
Raabe spielt in diesem Roman mit verschiedenen Gattungen. Er parodiert bewusst den Räuberroman in der Tradition des Rinaldo Rinaldini. Gleichzeitig bezeichnet er Horacker als eine Idylle; aber die droht zu zerbrechen an der Banalität des Bösen, wie sie von der Dorf- und Stadtbevölkerung verkörpert wird. Nur durch das beherzte Eingreifen der Vertreter der alten Generation kann am Ende doch alles in das Idyll im Pfarrgarten einmünden, das alle Personen vereinigt.

## Eingliederung in den Realismus
Das Thematisieren von sozialen Verhältnissen und speziell auch von Konflikten zwischen Individuum und Gesellschaft stand im Zentrum dieser Epoche. So steht in Raabes Horacker nicht die Masse der Gesellschaft im Vordergrund, sondern eine einzelne Persönlichkeit. An ihr zeigt Raabe die sozialen Umstände des Dorfes Gansewinckel, wo sich eine Gemeinschaft gegen ein Individuum wendet. Diese Masse ist für Raabe stets roh und gefühllos. Gesellschaftskritik, ein zentraler Aspekt des Realismus, übt Raabe, indem er eine konkrete Gesellschaft und ihr Beziehungsgeflecht in einem konkreten Ort beschreibt und durch Überzeichnungen und Überspitzung menschlichen Verhaltens deren Mängel und Versagen sichtbar werden lässt.
Ein Stilmittel des Realismus ist der Humor. Ziel war es, damit mit der Unzulänglichkeit sowie Tristesse der Existenz fertigzuwerden oder ihr entgegenzuwirken. In Raabes Horacker entsteht häufig Situationskomik, wenn z. B. die unglaublichsten Geschichten über Horacker erzählt werden oder wenn der Autor seine Personen charakterisiert: „Daß der Konrektor Eckerbusch mit dem Talent begabt war, allerlei menschliche und tierische Kreaturen nachzuahmen und sie in Leid und Freude zur Darstellung zu bringen, ist uns gleicherweise bekannt: einem krähenden Hahn hatte er noch nie so sehr geglichen als jetzt in diesem spannungsvollen Moment.“ (S. 65)

## Rezeption
Die zeitgenössische Kritik reagierte auf Raabes kleinen Roman unfreundlich und dies hatte Auswirkungen auf das Publikumsinteresse, was für den Autor, der seinen Lebensunterhalt ausschließlich als freier Schriftsteller verdiente, enttäuschend war. Aber es gab auch enthusiastisches Lob, z. B. von Paul Heyse. Insgesamt erschienen zur Lebenszeit Raabes 14 Auflagen. Der Raabe-Biograf Hans Oppermann urteilt: [Raabes] „... neugewonnene und gefestigte Sicherheit feiert dann ihren ersten Triumph in ‚Horacker‘, einer Erzählung, die Raabe auf der Höhe der Meisterschaft zeigt.“

## Ausgaben
- Horacker. Erstausgabe. Grote, Berlin 1876.
- Horacker. Stuttgart 1980, ISBN 3-15-009971-4.
- Horacker. Norderstedt 2010, ISBN 978-3-8391-4646-0.